# Голосящий КиВиН 2002
«Голося́щий КиВи́Н 2002» — 8-й музыкальный фестиваль команд КВН, проходивший в Юрмале в конце июля 2002 года. Творческой темой фестиваля стало название «Сказки рижского взморья».
Фестиваль прошёл в концертном зале «Дзинтари» и состоял из трёх игровых дней:
- 26 июля — генеральная репетиция
- 27 июля — концерт с участием жюри. В этот день происходит телевизионная запись игры, определяются призёры и победители фестиваля, вручаются награды.
- 28 июля — гала-концерт.

Все три концерта проходили в присутствии зрителей.

## Команды
Для участия в фестивале «Голосящий КиВиН 2002» в Юрмалу приехали 19 команд КВН. Кроме опытных коллективов, зарекомендовавших себя в играх Высшей лиги и предыдущих юрмальских фестивалей, в Юрмалу были приглашены шесть молодых команд, наиболее ярко проявивших себя на первом музыкальном фестивале Первой лиги, состоявшемся 26 июня 2002 года в Казани. Полученной возможностью дебютировать на Юрмальском фестивале воспользовались пять команд: «Вятка-Автомат» (Киров), «Подмосковный легион» (сборная Подмосковья), «Югра» (Ханты-Мансийский АО), Сборная РУДН (Москва) и «Забайкальский вариант» (Улан-Удэ): победитель Казанского фестиваля команда «Москвой объединённые» (Москва) на «Голосящий КиВиН 2002» не приехала. «Самоходом», то есть без приглашения, приехали команды МГСУ, «Горячие финские парни» и «Сборная Риги».
После первого редакторского просмотра из числа участников фестиваля были исключены «Владикавказские спасатели» и «Сборная Риги». Согласно первоначальному плану, имевшемуся к первому сбору фестивальной программы, предполагалось участие одиннадцати команд с полноформатными выступлениями (то есть, с выступлениями, которые претендуют на награды фестиваля). Выступления остальных семи команд планировалось объединить в два блока. Исходя из творческой темы фестиваля — «Сказки рижского взморья», блоки назвали «Присказка» («Подмосковный легион», «Горячие финские парни» и МГСУ) и «В гостях у сказки» («Вятка-автомат», РосНОУ, «Забайкальский вариант», «Югра»). Однако, в ходе последующих репетиций и просмотра программы президентом Международного союза КВН и ведущим фестиваля Александром Масляковым из фестивальной программы были исключены минская команда «ЧП» и «Подмосковный легион», а блок «Присказка» расформирован (МГСУ и «Горячие финские парни» получили возможность выступить с полноформатным выступлением). После генеральной репетиции команда МАМИ, программа которой подверглась радикальным редакторским правкам, по собственной инициативе прекращает участие в фестивале. Таким образом, в фестивальной программе участвовали шестнадцать команд: двенадцать выступили с полноформатным выступлением, а четыре — в блоке «В гостях у сказки» (другое название — блок Казанского фестиваля). В телеверсию попали выступления тринадцати команд: РосНОУ, «Сборная Пятигорска» и «Горячие финские парни» в телепередачу не попали.
| Название              | Город                  | Страна    | Порядок выступления | Примечание                                              |
| --------------------- | ---------------------- | --------- | ------------------- | ------------------------------------------------------- |
| 95-й квартал          | Кривой Рог             | Украина   | 10                  |                                                         |
| Вятка-Автомат         | Киров                  | Россия    | 13                  | Выступление в «блоке»                                   |
| Горячие финские парни |                        | Финляндия | 1                   | Не попали в телеверсию фестиваля                        |
| Забайкальский вариант | Улан-Удэ               | Россия    | 15                  | Выступление в «блоке»                                   |
| МГСУ                  | Москва                 | Россия    | 2                   | Не попали в телеверсию фестиваля                        |
| РосНОУ                | Москва                 | Россия    | 14                  | Выступление в «блоке». Не попали в телеверсию фестиваля |
| Сборная Астаны        | Астана                 | Казахстан | 3                   |                                                         |
| Сборная Владивостока  | Владивосток            | Россия    | 6                   |                                                         |
| Сборная Перми         | Пермь                  | Россия    | 7                   |                                                         |
| Сборная Пятигорска    | Пятигорск              | Россия    | 4                   | Не попали в телеверсию фестиваля                        |
| Сборная РУДН          | Москва                 | Россия    | 11                  |                                                         |
| ТГНГУ                 | Тюмень                 | Россия    | 8                   |                                                         |
| Три толстяка          | Хмельницкий            | Украина   | 5                   |                                                         |
| Уездный город         | Челябинск/Магнитогорск | Россия    | 9                   |                                                         |
| Уральские пельмени    | Екатеринбург           | Россия    | 12                  |                                                         |
| Югра                  | Ханты-Мансийский АО    | Россия    | 16                  | Выступление в «блоке»                                   |

## Жюри
| ФИО              | Примечание                                              |
| ---------------- | ------------------------------------------------------- |
| Лайма Вайкуле    | Вместе с Андрисом Лиепой вручала приз «КиВиН в светлом» |
| Марк Дубовский   | Вручал «Спецприз»                                       |
| Андрис Лиепа     | Вместе с Лаймой Вайкуле вручал приз «КиВиН в светлом»   |
| Михаил Танич     |                                                         |
| Игорь Угольников | Вручал приз «КиВиН в тёмном»                            |
| Сергей Шолохов   | Вручал «Спецприз»                                       |
| Леонид Ярмольник | Вручал приз «КиВиН в золотом»                           |

## Награды
- «КиВиН в золотом» (за 1 место) — Уральские пельмени
- «КиВиН в светлом» (за 2 место) — ТГНГУ
- «КиВиН в тёмном» (за 3 место) — Сборная РУДН
- Спецприз «Малый КиВиН» (за 4-5 место) — Сборная Астаны
- Спецприз «Малый КиВиН» (за 4-5 место) — Уездный город
- «Президентский КиВиН» (специальный приз от Александра Маслякова) — Сборная Владивостока

## Факты
- Фестиваль посетила Заместитель Председателя Правительства Российской Федерации Валентина Матвиенко[2].
- Команда КВН Российского университета дружбы народов в играх сезона 2002 года выступала под названием «Самураи», однако на фестивале «Голосящий КиВиН 2002» она впервые вышла на сцену под названием «Сборная РУДН»[3].
- По словам членов жюри, на главный приз фестиваля с равными шансами претендовали «Уральские пельмени» и ТГНГУ. После долгих и безуспешных споров, судьбу «Большого КиВиНа в золотом» решило голосование членов жюри. С перевесом в один голос (4 против 3) победителем фестиваля стала команда «Уральские пельмени».[источник не указан 483 дня]
- По данным компании «TNS Gallup Media» телевизионный эфир фестиваля «Голосящий КиВиН 2002» собрал самую большую телезрительскую аудиторию среди всех передач российских телеканалов за неделю с 9 по 15 сентября 2002 года. Доля[4] программы составила 37,83%, а рейтинг[5] — 12,99%. Для сравнения: занявшая второе место информационная программа «Вести» достигла доли 32,02% и рейтинга 10,4%[6].

## Творческая группа
Фестиваль организован телевизионным творческим объединением АМиК.
- Ведущий — Александр Васильевич Масляков
- Режиссёр — Светлана Маслякова
- Редакторы — Андрей Чивурин, Михаил Марфин